# Lo Cañas (comuna)
Lo Cañas fue una de las comunas que integró el antiguo departamento de La Victoria, en la provincia de Santiago.
Su territorio fue organizado por decreto del 22 de diciembre de 1891, a partir del territorio de las Subdelegaciones 15.° Lo Cañas, 16.° Peral, 17.° La Granja y 18.° Camino de Santiago.

## Historia
La comuna fue creada por decreto del 22 de diciembre de 1891, con el territorio de las Subdelegaciones 15.° Lo Cañas, 16.° Peral, 17.° La Granja y 18.° Camino de Santiago.
Fueron creadas las municipalidades de Puente Alto y La Granja por Ley el 18 de noviembre de 1892 y promulgada en el Diario Oficial N° 4376 de 1892, suprimiéndose la comuna de Lo Cañas, cuyo territorio se divide entre ambas.